# Ocotea inhauba
Ocotea inhauba är en lagerväxtart som beskrevs av B. Coe-teixeira. Ocotea inhauba ingår i släktet Ocotea och familjen lagerväxter. Inga underarter finns listade i Catalogue of Life.